# 함주역
함주역(咸州驛)은 조선민주주의인민공화국 함경남도 함주군 함주읍에 위치한 평라선의 역이다. 세멘트짐함취급역, 비료짐함취급역으로 지정되어 있다.

## 연혁
- 1919년 12월 15일: 함경선 영흥 - 함흥 간 개통과 함께 함남흥상역(咸南興上驛)으로 영업 개시[2]
- 일자 불명: 함주역으로 역명 개칭
- 일자 불명: 평라선으로 편입